# Erecția clitorisului
Erecția (tumescența) clitorisului este un proces fiziologic de dilatare a aparatul erectil feminin în urma interacțiunii a sistemelor genital, endocrin, nervos (psiho-emoțional) și vascular, determinată, de regulă, de excitația sexuală a femeii.

## Organele erectile feminine

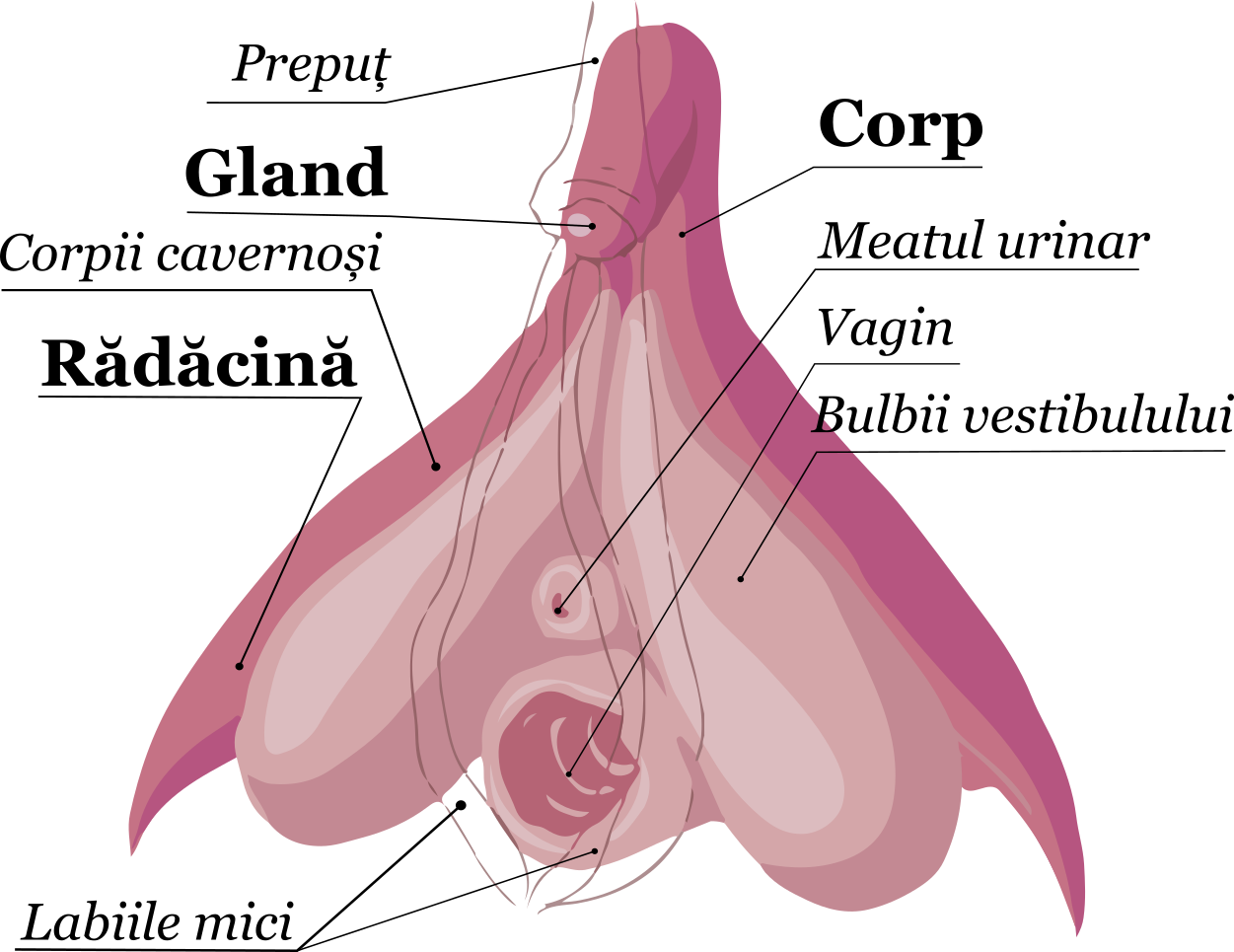
Structura aparatul erectil al vulvei

Aparatul erectil feminin este alcătuit din clitoris și bulbii cavernoși. În componența clitorisului intră doi corpi cavernoși acoperiți de tunica albuginee. Inițial corpii cavernoși sunt separați (rădăcina clitorisului) și aderă de ramura ischio-pubiană. Înaintând spre pubis, corpii se unesc formând corpul care iese la suprafață printr-o proeminență conică sau rotunjită de 2,5 – 10 mm. Aceasta formațiune se numește gland și constituie porțiunea vizibilă a clitorisului, acoperită de prepuț. Pe părțile interne ale rădăcinilor clitoridiene se inseră bulbii vestibulari care formează corpul spongios feminini. Bulbii sunt amplasați în părțile laterale ale uretrei și introitului vagin.

## Fiziologie
Erecția se manifestă umflare și creșterea rigidității clitorisului datorită umplerii corpilor cavernoși cu sânge. Cel mai des, aceasta apare la acțiunea stimulilor sexuali. În timpul excitației sexuale, se mărește fluxul de sânge arterial către clitoris, iar celule musculare netede ale trabeculelor, din componența corpilor cavernoși, se relaxează permițând acumularea sângelui în cavitățile cavernoase ale țesutului erectil. Transportul sângelui în interiorul clitorisului este asigurat de artera profundă, care trece prin interiorul celor doi corpi cavernoși, și artera dorsală a clitorisului. Arterele prezintă ramificații abundente spre caverne. Contracția mușchilor ischiocavernos și bulbocavernos comprimă vena dorsală a clitorisului, împiedicând evacuarea sângelui venos din clitoris. Clitorisul devine tumescent în rezultatul creșterii presiunii sangvine intracavernoase. 
Asemenea clitorisului, bulbii vestibulari se umplu cu sânge și se măresc în volum. Fiind situați între pereții laterali vaginali și rădăcinile clitorisului, bulbii intensifică contactul dintre aceste două organe. În timpul actului sexual, presiunea exercitată de către penis pe pereții vaginal se transmite clitorisului prin intermediului bulbilor. În așa mod, are loc stimularea clitorisului și amplificarea senzațiilor de plăcere. 
După orgasm, mușchii pelvieni se relaxează venele revin la normal și începe refluxul sângelui din țesuturile erectile.

## Manifestări externe

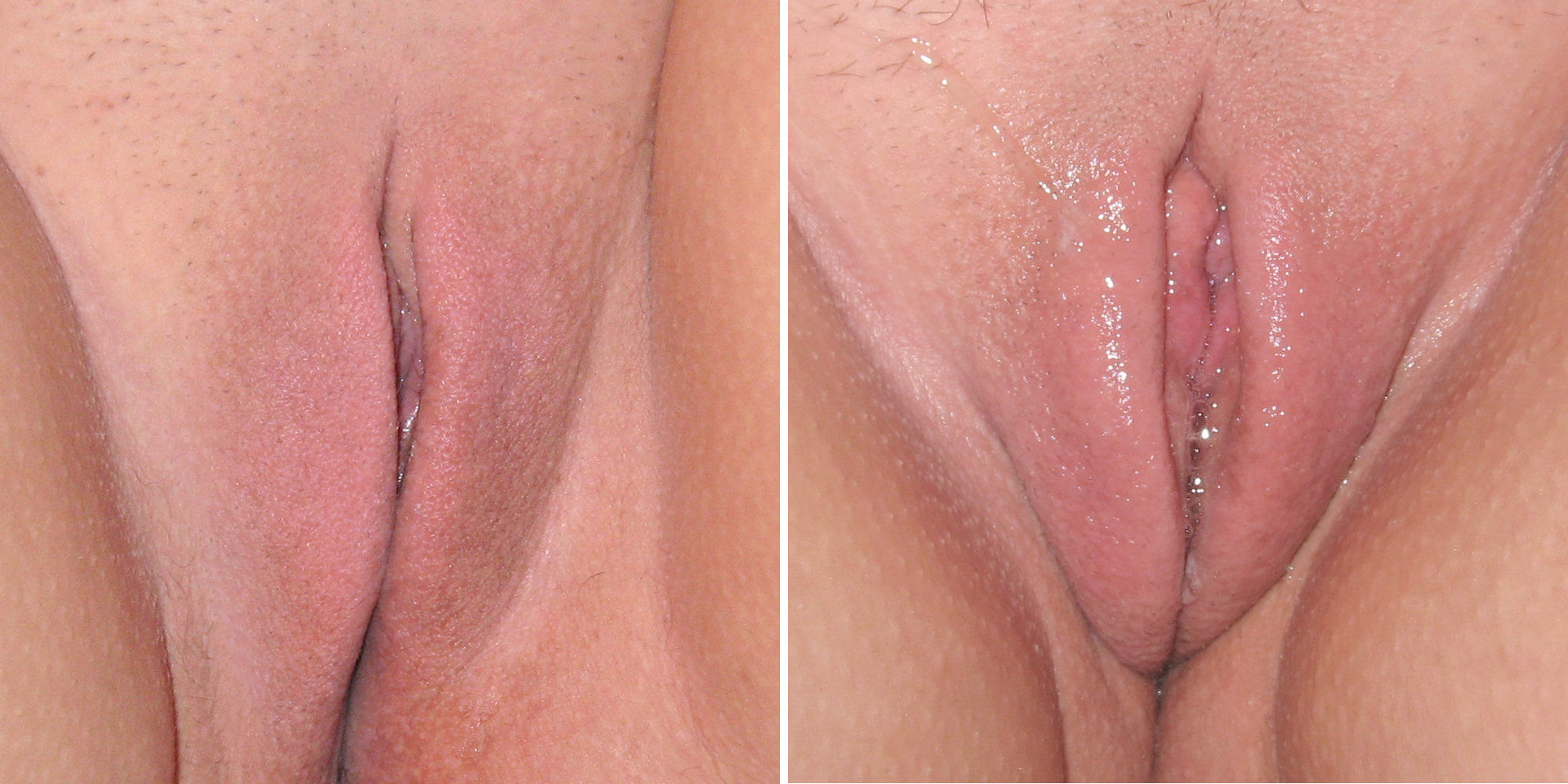
Vulva în stare relaxată (stânga) și în stare excitată (dreapta) evidentă prin dilatarea labiilor și elaborarea lichidului lubrifiant

Glandul clitoridisul se dublează în volum, iese de sub prepuț și devine proeminent. Odată cu creștere excitației, sensibilitatea glandului se intensifică și se retrage spre pubis, sub prepuț. În această poziție a glandului, clitorisul este receptiv la stimulările sexuale indirecte, precum: tragerea labiilor vaginale (care în partea anterioară formează pliuri tegumentare care acoperă (prepuț) sau se unesc cu glandul (frenul clitorisului)); și exercitarea presiunii de către penis asupra bulbilor vaginali și rădăcinilor clitoridine. Reținerea sângelui în organele de acuplare provocă eliminarea unui lichid lubrifiat prin pereții vaginali și pregătirea acestuia pentru intromisiunea penisului. 